# Монкур, Матье
Матье Монкур (фр. Mathieu Montcourt, 4 марта 1985, Париж — 7 июля 2009, Булонь-Бийанкур) — французский теннисист, профессионал с 2002 года.
За карьеру выиграл 3 «челленджера» в одиночном разряде:
- 2007 — Дурбан, ЮАР (хард);
- 2008 — Реджо-нель-Эмилия, Италия (грунт); Тампере, Финляндия (грунт).

Выиграл за карьеру 5 матчей в одиночном разряде на уровне АТП, 3 из которых — на открытом чемпионате Франции, где Матье трижды доходил до 2-го круга (2006, 2007 и 2009).
В августе 2008 года, вскоре после победы на «челленджере» в Тампере, Монкур был оштрафован на 12 000 долларов США и дисквалифицирован АТП на 8 недель за то, что делал ставки на теннисные матчи в 2005 году. При этом Монкур никогда не ставил на собственные матчи, и сумма ни одной его ставки не превышала 3 долларов.
Скончался 6 июля 2009 года рядом со своей квартирой в парижском пригороде Булонь-Бийанкур в возрасте 24 лет. 9 июля полиция назвала предварительную причину смерти, установленную в результате вскрытия — остановка сердца спровоцированная тромбоэмболией лёгочной артерии. Ещё за 3 дня до смерти Монкур выступал на турнире в хорватской Риеке, где, выиграв 3 матча, уступил в полуфинале словенцу Блажу Кавчичу со счётом 3-6 3-6.
За 2 недели до смерти Матье поднялся на высшее в своей карьере 104-е место в мировом рейтинге. На момент кончины Монкур занимал 119-ю строчку рейтинга.
5 ноября 2009 года корт № 3 национального тренировочного центра на стадионе «Ролан Гаррос» был назван в честь Матье Монкура, который часто тренировался там.